# Alpheopsis trigonus
Alpheopsis trigonus är en kräftdjursart. Alpheopsis trigonus ingår i släktet Alpheopsis och familjen Alpheidae. Inga underarter finns listade i Catalogue of Life.